# Miszbánya
Miszbánya falu Romániában, Máramaros megyében.

## Fekvése
Máramaros megyében, Nagybányától és Láposbányától északnyugatra fekvő település.

## Története
Miszbánya (Misztbánya) bányatelep a miszti völgyben. A völgy ősidők óta nevezetes bányászat helye. A vöröspataki fővölgyből egyszerre ágazik ki a láposbányai völggyel. A bányák a kincstáré voltak, az erdőségből álló határ a gróf Károlyi családé volt.
Borovszky  a 20. század elején az alábbiak szerint írta le Miszbányát: "Misztbánya kisközség a Misztvölgyben. Bányatelep 65 házzal, s 398 lakossal, kik közül 179 magyar és 182 oláh. Közülök 211 római katolikus, és 182 görögkatolikus. Határa 219 hold. Lakosai csupán bányamunkából élnek…A község vasúti és távíró állomása s utolsó postája Misztótfalu.
Miszbánya az 1900-as évek elején Szatmár vármegyéhez tartozott.

## Nevezetességek
- Római katolikus templom – 1930-ban épült.
- Görögkatolikus templom – 1809-ben készült el.